# Anthony Bouthier
Pour les articles homonymes, voir Bouthier.

a Compétitions nationales et continentales officielles uniquement.

b Matchs officiels uniquement.
Dernière mise à jour le 16 juin 2025.
Anthony Bouthier, né le 19 juin 1992 à Pouillon (Landes), est un joueur international français de rugby à XV qui évolue au poste d'arrière ou de demi d'ouverture.
Avec le Montpellier HR, il remporte le Challenge européen en 2021 et devient champion de France en 2022.

## Biographie

### Premières années
Originaire de Pouillon, Anthony Bouthier commence à pratiquer le rugby à XV dès l'âge de 7 ans avec le club de sa ville d'origine, l'Entente Pouillon Habas, regroupant les catégories de jeunes des clubs landais de l'US Pouillon et de l'US Habas. Il joue ensuite avec l'équipe réserve de l'Union sportive pouillonnaise, club où a évolué son père dans son enfance ; Anthony y remporte par ailleurs un titre de champion de Côte basque Landes.
Plus tard, il intègre les équipes de jeunes du club professionnel de l'Union sportive dacquoise, en catégorie Reichel puis avec les espoirs. En parallèle, il travaille pour une entreprise de maçonnerie de Pouillon. Il est interrompu dans sa carrière sportive par une fracture du péroné pendant sa deuxième saison en espoir.
Après trois saisons à l'US Dax, il ne dispute pas sa dernière saison en catégorie espoir. En effet, son emploi du temps de maçon est incompatible avec celui d'un centre de formation professionnel de rugby. 

### 2014-2019: De la Fédérale 1 au Top 14
Bouthier quitte les Landes et rejoint l'effectif du RC Vannes à l'intersaison 2014 en Fédérale 1, sur les conseils de Pierre Tarance, ancien joueur de Pouillon ayant évolué au sein du club du Morbihan,. Demi d'ouverture de formation, il est repositionné au poste d'arrière,,. Après deux saisons au niveau amateur, il participe à la montée en Pro D2 au terme de la saison 2015-2016, inscrivant en particulier un essai décisif de 80 mètres au match retour de la finale d'accession contre le RC Massy,,. Il signe un contrat professionnel durant l'été 2016 et dispute sa première saison en division professionnelle,.
Après cinq saisons sous le maillot vannetais au cours desquelles il se voit attribuer le rôle de capitaine, son arrivée en Top 14 sous le maillot du Montpellier HR est annoncée fin mars 2019 pour la saison à venir.

### Première division et sélections en équipe de France
En 2020, il est appelé pour la première fois dans le groupe de l'équipe de France pour préparer le Tournoi des Six Nations à la suite de la prise de fonction du nouveau sélectionneur Fabien Galthié. Il est titularisé pour le premier match du Tournoi face à l'Angleterre au Stade de France. Très attendu dans sa couverture du fond de terrain dans un match sous un temps pluvieux, il fait alors preuve d'une grande sérénité sous les ballons hauts anglais et soulage ses partenaires grâce à la longueur de son jeu au pied. La France s'impose 24 à 17.
À la suite de la rencontre, une des actions particulièrement mises en avant est celle de l'arrière français qui à la 26e minute dégage le ballon à 5 mètres de son propre en-but. Il trouve une touche à moins de 10 mètres de l'en-but anglais pour un coup de pied de quasiment 90 mètres. Cet exploit est notamment salué par la presse anglo-saxonne,,, le Telegraph parlant notamment du « meilleur coup de pied de dégagement de l'histoire du Six Nations ».
Alors que la saison 2019-2020 est interrompue par la pandémie de Covid-19 en France, Bouthier signe une prolongation de trois ans avec le Montpellier HR, le liant au club jusqu'en 2023.
Bien que le club héraultais connaisse un parcours compliqué en Top 14, il parvient à se hisser en finale de Challenge européen. Titularisé, Bouthier et le MHR remportent la compétition face aux Leicester Tigers. Il achève sa saison 2020-2021 sous le maillot national, étant appelé dans le groupe français dans le cadre de la tournée en Australie.
Durant la saison 2021-2022, son club termine à la deuxième place de la phase régulière et se qualifie donc pour les phases finales. Lors de la demi-finale, il est titulaire au poste d'arrière et se démarque par sa performance. Le MHR bat l'Union Bordeaux Bègles, se qualifiant ainsi pour la finale,. Le 24 juin 2022, il est de nouveau titulaire lors de la finale du Top 14 et affronte victorieusement le Castres olympique (victoire 29 à 10). Il marque le troisième essai de la rencontre, à la douzième minute de jeu,. Il remporte ainsi son deuxième titre avec le club héraultais, après le Challenge européen l'an passé. Cette saison, il joue 29 matchs toutes compétitions confondues et marque 39 points.
Lors de la saison 2023-2024, il est victime d'une blessure au genou l'éloignant des terrains pendant plusieurs mois ; il fait son retour en compétition début 2025. Quelques semaines plus tard, son départ vers le Rugby Club vannetais en vue de la saison 2025-2026 est annoncé à la mi-mars par le club breton, promu entre-temps en Top 14 depuis le départ de Bouthier.

## Palmarès

### En club
- Championnat de France :
  - Champion : 2022 avec le Montpellier HR.

- Challenge européen :
  - Vainqueur : 2021 avec le Montpellier HR.

- Championnat de France de Fédérale 1 :
  - Vainqueur de la finale d'accession : 2016 avec le RC Vannes.

### Distinctions personnelles
- Oscar Midol en 2018[29]

### En équipe nationale
| Édition          | Rang | Résultats France | Résultats Bouthier | Matchs Bouthier |
| ---------------- | ---- | ---------------- | ------------------ | --------------- |
| Six Nations 2020 | 2    | 4 v, 0 n, 1 d    | 4 v, 0 n, 1 d      | 5/5             |

Légende : v = victoire ; n = match nul ; d = défaite ; la ligne est en gras quand il y a Grand Chelem.

## Statistiques

### En club
| Saison               | Saison               | Championnat          | Championnat | Championnat | Championnat | Championnat | Championnat | Championnat | Coupe d'Europe     | Coupe d'Europe | Coupe d'Europe | Coupe d'Europe | Coupe d'Europe | Coupe d'Europe | Coupe d'Europe |
| Saison               | Saison               | Compétition          | M           | Pts         | Ess.        | Pén.        | Tr.         | Dp.         | Compétition        | M              | Pts            | Ess.           | Pén.           | Tr.            | Dp.            |
| -------------------- | -------------------- | -------------------- | ----------- | ----------- | ----------- | ----------- | ----------- | ----------- | ------------------ | -------------- | -------------- | -------------- | -------------- | -------------- | -------------- |
| 2014-2015            | RC Vannes            | Fédérale 1           | 20          | 115         | 10          | 7           | 22          | -           | —                  | —              | —              | —              | —              | —              | —              |
| 2015-2016            | RC Vannes            | Fédérale 1           | 19          | 90          | 14          | 2           | 7           | -           | —                  | —              | —              | —              | —              | —              | —              |
| 2016-2017            | RC Vannes            | Pro D2               | 27          | 67          | 7           | 3           | 10          | 1           | —                  | —              | —              | —              | —              | —              | —              |
| 2017-2018            | RC Vannes            | Pro D2               | 26          | 40          | 7           | 1           | 1           | -           | —                  | —              | —              | —              | —              | —              | —              |
| 2018-2019            | RC Vannes            | Pro D2               | 30          | 40          | 8           | -           | -           | -           | —                  | —              | —              | —              | —              | —              | —              |
| Total RC Vannes      | Total RC Vannes      | Total RC Vannes      | 122         | 352         | 46          | 13          | 40          | 1           | —                  | —              | —              | —              | —              | —              | —              |
| 2019-2020            | Montpellier HR       | Top 14               | 13          | 47          | 5           | 4           | 5           | -           | Coupe d'Europe     | 4              | 5              | 1              | -              | -              | -              |
| 2020-2021            | Montpellier HR       | Top 14               | 13          | 90          | 2           | 19          | 10          | 1           | Challenge européen | 4              | 8              | 1              | -              | -              | 1              |
| 2021-2022            | Montpellier HR       | Top 14               | 26          | 33          | 4           | 1           | 1           | 2           | Coupe d'Europe     | 3              | 5              | 1              | -              | -              | -              |
| 2022-2023            | Montpellier HR       | Top 14               | 13          | 10          | 2           | -           | -           | -           | Champions Cup      | 2              | -              | -              | -              | -              | -              |
| Total Montpellier HR | Total Montpellier HR | Total Montpellier HR | 65          | 180         | 13          | 24          | 17          | 3           | Coupes d'Europe    | 13             | 18             | 3              | 0              | 0              | 1              |
| Total                | Total                | Total                | 187         | 532         | 59          | 37          | 57          | 4           | Coupes d'Europe    | 13             | 18             | 3              | 0              | 0              | 1              |

### En sélection
Au 16 novembre 2022, Anthony Bouthier compte huit sélections en équipe de France, pour un essai inscrit. Il a pris part à une édition du Tournoi des Six Nations, en 2020. Il honore sa première cape en bleu le 2 février 2020 face à l'Angleterre au Stade de France.
| Année | Compétition | Matchs | Points | Essais |
| ----- | ----------- | ------ | ------ | ------ |
| 2020  | Six Nations | 5      | 5      | 1      |
| 2020  | Test matchs | 1      | -      | -      |
| 2021  | Test matchs | 2      | -      | -      |
| Total | Total       | 8      | 5      | 1      |

| Numéro | Date            | Lieu                          | Adversaire     | Compétition                  | Résultat | Score |
| ------ | --------------- | ----------------------------- | -------------- | ---------------------------- | -------- | ----- |
| 1      | 22 février 2020 | Principality Stadium, Cardiff | Pays de Galles | Tournoi des Six Nations 2020 | Victoire | 27-23 |